# Gabriel Cognacq
Gabriel Victor René Cognacq (geboren am 9. Oktober 1880 in Paris; gestorben am 7. Juni 1951 in Seraincourt) war ein französischer Kaufhausbesitzer, Kunstsammler und Mäzen.

## Leben
Gabriel Cognacq kam 1880 als Sohn von Fernand Pierre Cognacq und seiner Frau Clémentine Antoinette, geborene Guittard, in Paris zur Welt. Nach der schulischen Ausbildung am Collège Stanislas begann er ein Studium an der École des hautes études commerciales de Paris, das er 1904 als Docteur en droit (Doktor der Rechtswissenschaften) abschloss. Seit 1902 arbeitete er zudem im Kaufhaus La Samaritaine, das 1869 von seinem Großonkel Ernest Cognacq und seiner Frau Marie-Louise Jaÿ begründet wurde. Da sie kinderlos waren, adoptieren sie Gabriel Cognacq und setzten ihn zum Alleinerben ein. Darüber hinaus begründete das Paar 1916 die gemeinnützige Fondation Cognacq-Jay, die sich vor allem karitativen Zwecken widmet. Diese Stiftung unterhält beispielsweise Seniorenheime, Kindergärten, Krankenhäuser und Bildungseinrichtungen. Seit 1911 war Gabriel Cognacq mit Jeanne Voelckel verheiratet. Aus dieser Ehe stammt der 1914 geborene Sohn Philippe Cognacq. Von 1914 bis 1918 nahm Gabriel Cognacq am Ersten Weltkrieg teil. Als Kriegsteilnehmer wurde er mit Croix de guerre ausgezeichnet. Nach dem Tod seines Großonkels 1928 übernahm er die Leitung des Kaufhauses La Samaritaine. Darüber hinaus war er in der Verbandsarbeit des Handels aktiv. Cognacq leitete als Präsident das Conseil d’Administration des Magasins Réunis, er war Mitglied und Vizepräsident der Fédération des Industriels et Commerçants français, Mitglied des Conseil supérieur du Travail und Administrateur des Magasins Paris-France. Weiterhin übernahm er von seinem Großonkels als Präsident die Leitung der mildtätigen Fondation Cognacq-Jay.
Sein Onkel Ernest Cognacq und seine Tante Marie-Louise Jaÿ hatten eine bedeutende Kunstsammlung zusammengetragen. Große Teile davon gingen als Erbschaft an die Stadt Paris. Diese vor allem Kunst und Kunsthandwerk des 18. Jahrhunderts umfassende Sammlung ist seit 1929 im Musée Cognacq-Jay zu sehen. Neuere Kunst und asiatisches Kunsthandwerk der Sammlung gelangten hingegen in den Besitz von Gabriel Cognacq. Dieser vervollständigte die Kollektion um weitere Kunstwerke und sammelte darüber hinaus in großem Umfang Druckgrafik. 1929 erhielt er die Ernennung zum Offizier der Ehrenlegion. Cognacq war in vielfältiger Weise im Kulturbereich aktiv. So unterstützte er zu Beginn der 1930er Jahre das in Gründung befindliche Musée Bourdelle durch den Kauf des Museumsgrundstücks und leitete ab 1938 als Präsident das Musée Rodin. Im selben Jahr wurde er ordentliches Mitglied der Académie des Beaux-Arts. Darüber hinaus bekleidete er zahlreiche Ehrenämter. So war er Mitglied in der Société pour l’Étude de la Gravure française, dem Comité national de la Gravure, der Société des Amis du département de la Musique à la Bibliothèque nationale, der Société des Peintres graveurs, der Union centrale des Arts décoratifs, der Société des Amis du musée Carnavalet, des Conseil supérieur de l’Enseignement des Beaux-Arts sowie Mitglied und Vizepräsident der Association des Amis de l’Institut grégorien. Außerdem war er Mitglied und Präsident des Conseil des Musées nationaux. 1939 unterstützte er den Transport der Kunstsammlung des Madrider Museo del Prado von der spanisch-französischen Grenze nach Genf, um sie vor den Kriegshandlungen im Spanischen Bürgerkrieg zu schützen. Ebenfalls 1939 stellte er die Lieferwagen seines Kaufhauses La Sarmatine zur Verfügung, um die Schätze des Louvre vor Kriegsbeginn in das Schloss Chambord bringen zu lassen. 1940 half er auch bei der Rettung der Kunstschätze des Musée Condé im Schloss Chantilly.
Im Zweiten Weltkrieg setzte sich Cognacq weiterhin für karitative Zwecke ein. Neben seinem Engagement in der Fondation Cognacq-Jay war er Präsident des Entraide d’hiver du Maréchal, dem französischen Winterhilfswerk während der Zeit des Vichy-Regimes. Nach dem Krieg sah sich Gognacq Vorwürfen ausgesetzt, er habe mit den deutschen Besatzern kollaboriert. Diese öffentlichen  Anfeindungen führten dazu, dass er seine Kunstsammlung nicht wie zunächst geplant dem Louvre vermachte. Stattdessen ließ er die Sammlung zu Gunsten der Fondation Cognacq-Jay versteigern. Cognacq starb 1951 im Pariser Vorort Seraincourt. Sein Grab befindet sich auf dem Pariser Cimetière de Passy.

## Kunstsammlung
Aus dem Kunstbesitz seines Onkels Ernest und seiner Tante Louise erbte Gabriel Cognacq neben asiatischer Keramik vor allem europäische Gemälde des 19. und 20. Jahrhunderts. Hinzu kamen eigene Erwerbungen, hierunter in großem Umfang Druckgrafik. Das Auktionshaus Hôtel Drouot bot aus dem Besitz von Gabriel Cognacq vom 11. bis 13. Juni 1952 in mehreren Auktionen ältere Gemälde, Zeichnungen, Druckgrafik, Skulpturen, Bronzen, Teppiche, Möbel, asiatisches Kunsthandwerk und seine umfangreiche Bibliothek an. Zuvor fand am 14. Mai 1952 in der Galerie Charpentier die Versteigerung der Hauptwerke seiner Sammlung statt. Bei dieser auch international beachteten Auktion kamen insgesamt sechs Skulpturen und 63 Gemälde zum Aufruf. Die Wochenzeitung Die Zeit merkte hierzu an, „seit einem Vierteljährhundert hat es in Europa eine Auktion von solchem Gewicht nicht gegeben“. Zudem wurde die „außerordentliche Qualität der angebotenen Bilder“  hervorgehoben.
Zu den in der Galerie Charpentier versteigerten Gemälde gehörten einige französische Altmeistergemälde von François Boucher, Jean-Baptiste Greuze, Antoine Le Nain und François-Hubert Drouais. Von Jean-Honoré Fragonard gab es in der Sammlung die Bilder Junges Mädchen mit Hunden, Hirtin mit dem Korb, Hirtin mit dem Käfig und Junge Bäuerin. Daneben fanden sich Werke niederländischer Künstler wie die Genrebilder Der Geldwechsler und sein Weib von David Teniers dem Jüngeren und Der Zahnzieher von Adriaen Brouwer. Einziger italienischer Maler in der Versteigerung war Francesco Guardi, von dem Cognacq die Ansicht Der Canal Grande mit San Simeone besaß. Werke französischer Künstler aus der ersten Hälfte des 19. Jahrhunderts in der Sammlung waren das Bildnis La Soubrette à la fleur rouge von Camille Corot und fünf seiner Landschaftsbilder, einschließlich einer Paysage du Morvan und Hütten mit Mühle am Bachufer. Von Gustave Courbet besaß Cognacq einen auf 1858 datierten weiblichen Akt, von Honoré Daumier ein Aquarell Zwei Richter sowie ein Gemälde Badende und von Théodore Géricault die Ölskizze Jupiter und Alkmene. Hinzu kamen mehrere Landschaften von Eugène Boudin.

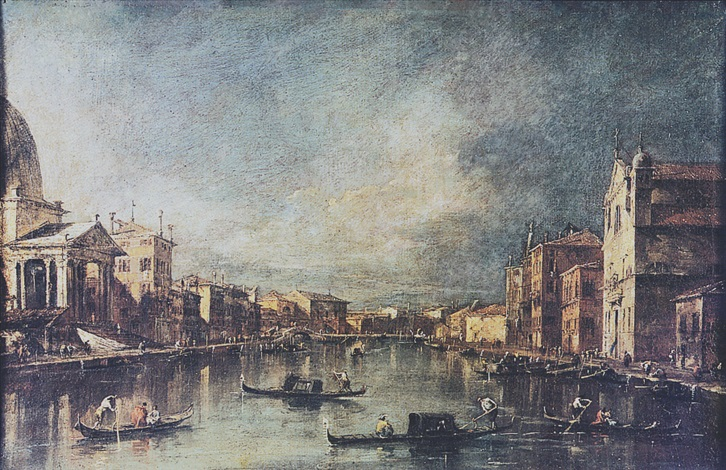
Francesco Guardi: Der Canal Grande mit San Simeone
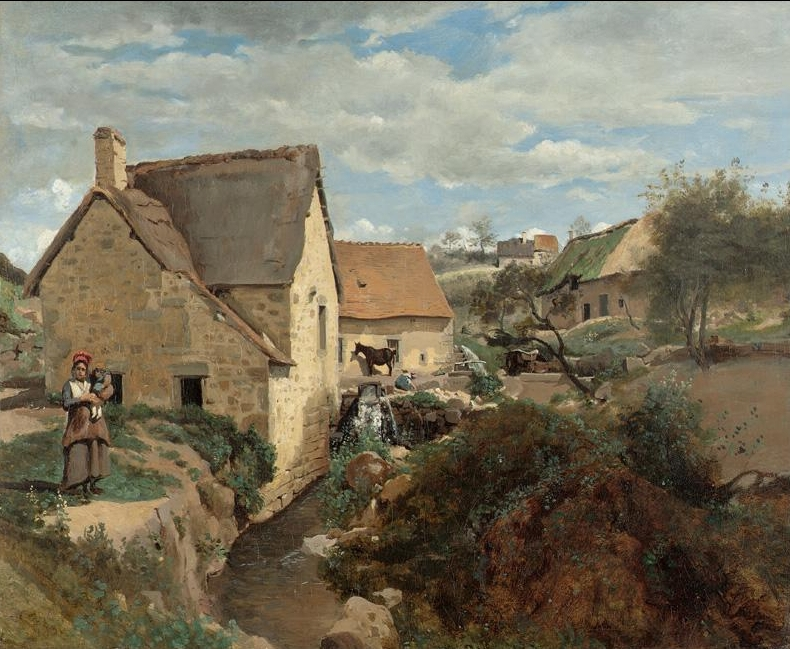
Camille Corot: Hütten mit Mühle am Bachufer
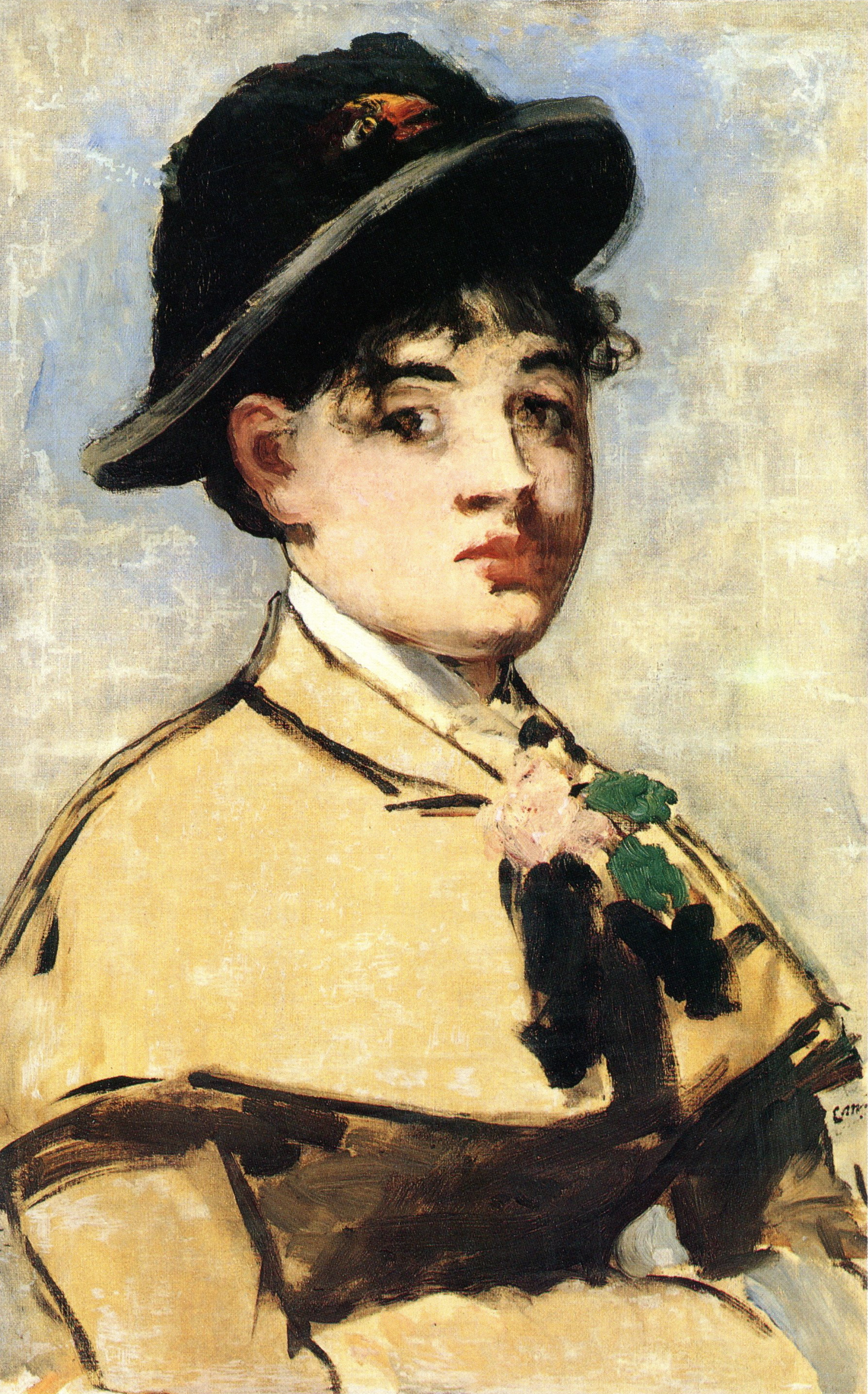
Édouard Manet: Junge Frau mit Pelerine
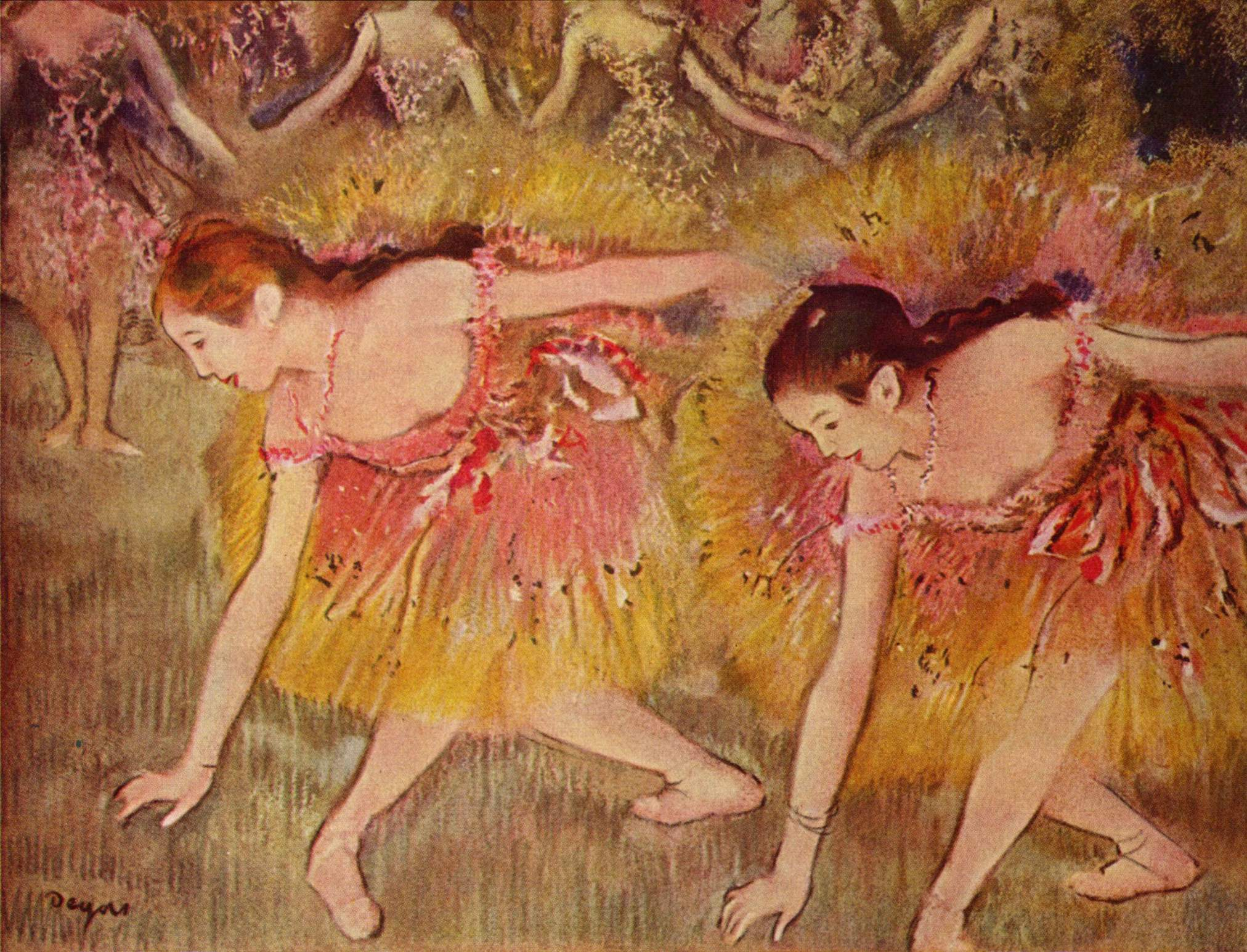
Edgar Degas: Sich verbeugende Tänzerinnen
Claude Monet: Die Seine bei Rouen
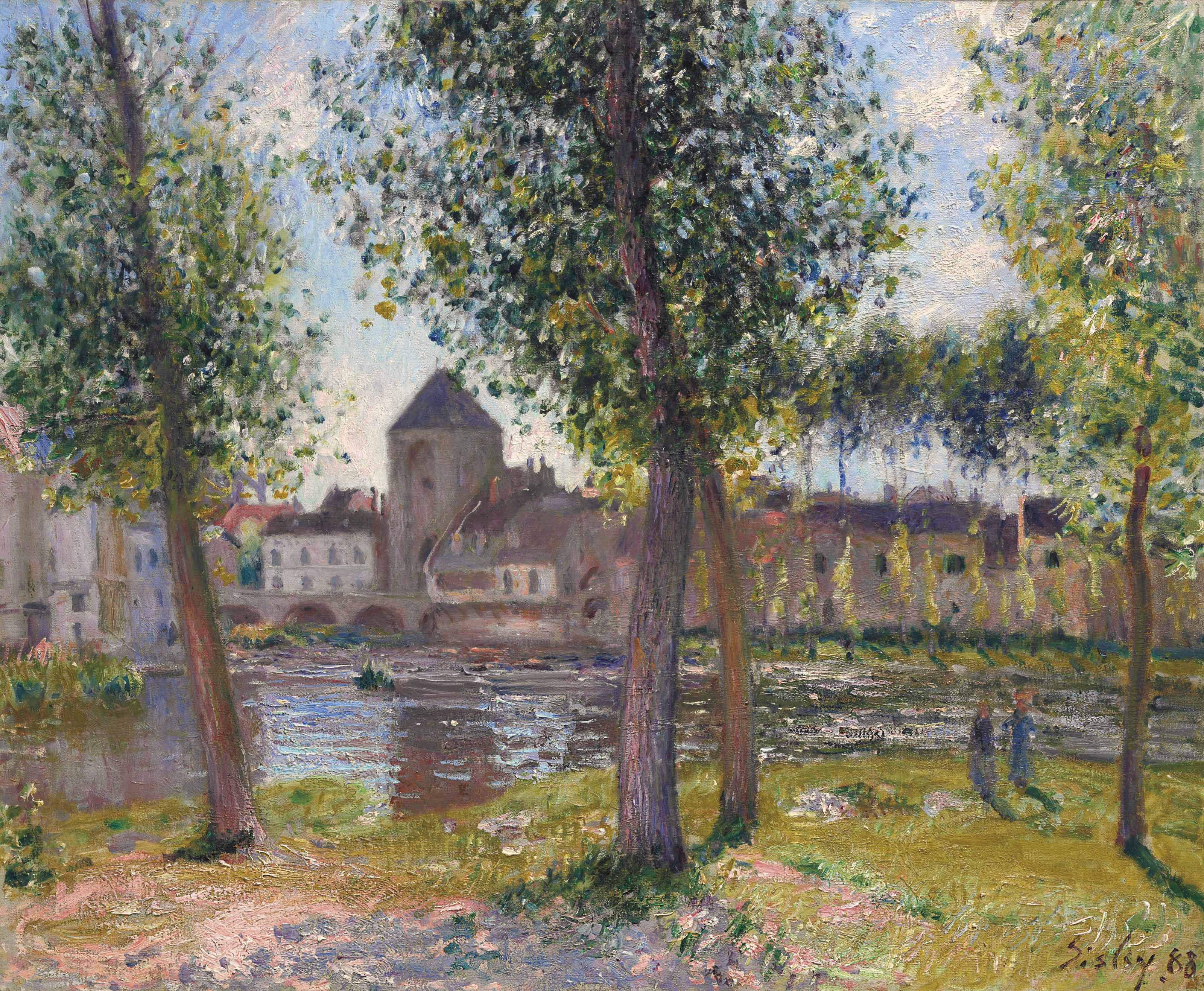
Alfred Sisley: Les peupliers à Moret-sur-Loing, après midi d’août
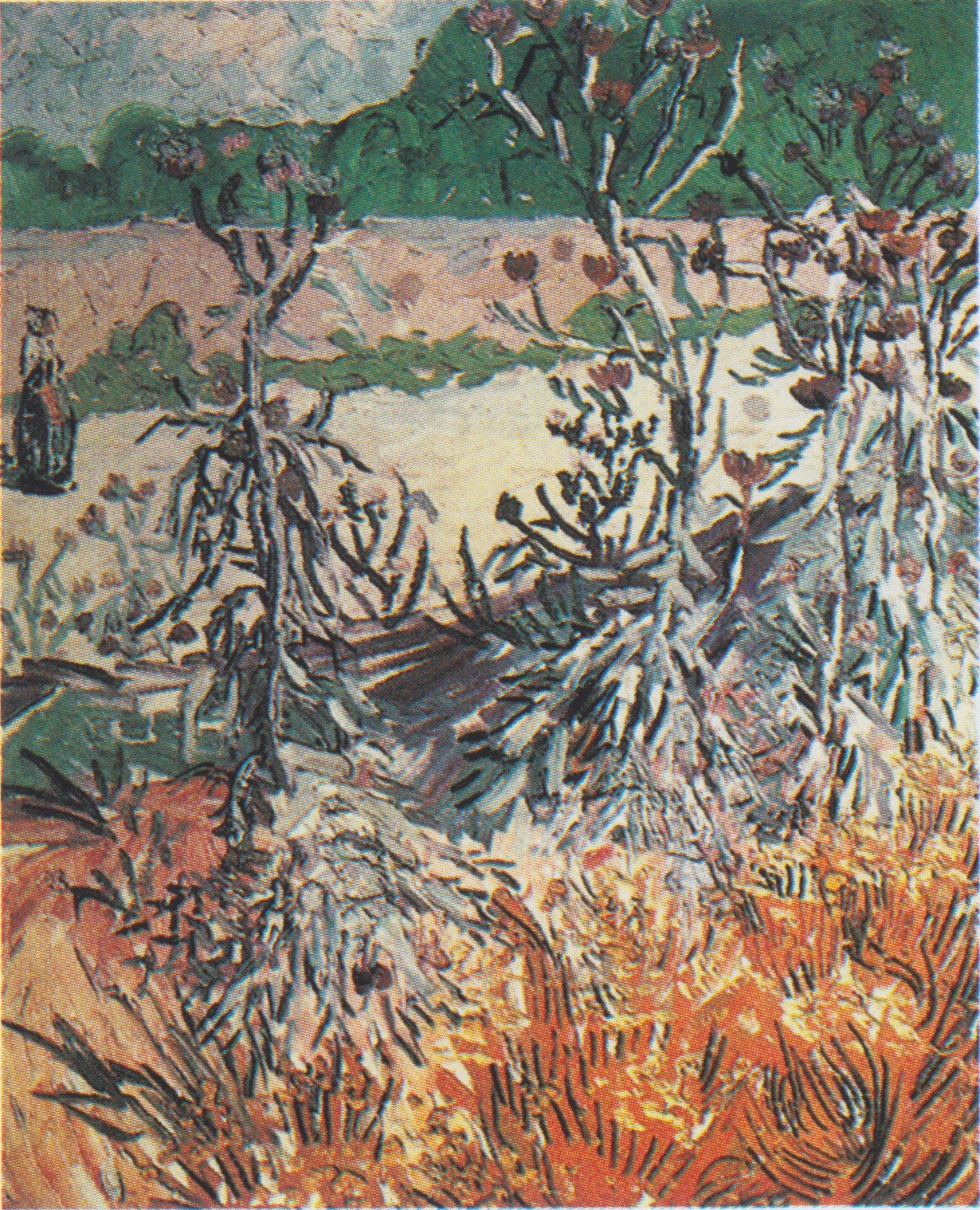
Vincent van Gogh: Disteln
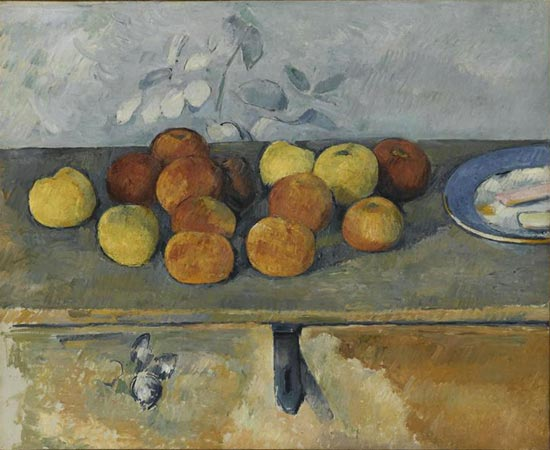
Paul Cézanne: Stillleben mit Äpfeln und Gebäck

Werke der Impressionisten stellten einen Schwerpunkt der Sammlung dar. Von Édouard Manet gab es eine Szene beim Pferderennen in Longchamp und das Porträt Junge Frau mit Pelerine (heute Musée des Beaux-Arts, Lyon). Claude Monet war mit den Gemälden Die Kirche von Béthancourt, Füsiliere der Garde flanieren am Ufer der Seine und Die Seine bei Rouen (heute National Gallery of Art, Washington D.C.) vertreten. Von Pierre-Auguste Renoir gehörten vier Bilder zur Sammlung, darunter eine Badende und ein Junges Mädchen mit einem Hut mit Feldblumen. Weitere Werke waren das Pastellbild Sich verbeugende Tänzerinnen von Edgar Degas, die Gemälde Pont Sully von Stanislas Lépine, Pont-Neuf von Camille Pissarro und Les peupliers à Moret-sur-Loing, après midi d’août sowie La route de Mantes a Choisy-le-Roi von Alfred Sisley. Weitere Landschaftsbilder stammten von Johan Barthold Jongkind. Hinzu kamen Werke des Spätimpressionismus wie das Motiv Disteln von Vincent van Gogh und die Bilder Baum und Haus beim Jas de Bouffan (heute Metropolitan Museum of Art, New York) und Stillleben mit Äpfeln und Gebäck (heute Musée de l’Orangerie, Paris) von Paul Cézanne. Darüber hinaus befanden sich neuere Werke in der Sammlung, etwa von Albert Marquet als Vertreter der Fauves oder von Édouard Vuillard, der der Künstlergruppe der Nabis angehörte. Weiterhin gab es in der Sammlung  Skulpturen von Antoine Bourdelle, Auguste Rodin, Jean-Baptiste Carpeaux und von Aristide Maillol einen sitzenden weiblichen Akt.